# Morena Gallizio
Morena Gallizio Tescari (* 18. Januar 1974 in Bozen als Morena Gallizio) ist eine ehemalige italienische Skirennläuferin aus Hafling in Südtirol.

## Biografie
1988 gewann Gallizio beim Trofeo Topolino. Ihre ersten großen Erfolg feierte sie bei Juniorenweltmeisterschaften: 1991 gewann sie die Silbermedaille im Slalom, 1992 folgte die Silbermedaille im Super-G. Am erfolgreichsten war sie bei den Juniorenweltmeisterschaften 1993 in Monte Campione/Colere, wo sie die Goldmedaillen im Slalom und in der Kombination sowie die Silbermedaille im Riesenslalom gewann.
Im Weltcup erreichte sie insgesamt drei Podestplätze. Am 24. Januar 1993 wurde sie beim Slalom in Haus im Ennstal Dritte, im März 1993 wurde sie in der Kombination von Hafjell Zweite. Am 12. Dezember 1993 folgte im Slalom in Veysonnaz ein weiterer zweiter Platz.
Bei Großereignissen reichte es knapp nicht zu Medaillen. Bei den Weltmeisterschaften 1993 in Morioka fuhr sie als 19-Jährige im Slalom auf Rang fünf. 1997 in Sestriere wurde sie Vierte in der Kombination und Siebente im Slalom. Bei den Olympischen Winterspielen 1994 in Lillehammer belegte sie Platz vier in der Kombination und Platz fünf im Super-G. 1998 in Nagano wurde sie Fünfte in der Kombination.
Nach der Saison 1999/2000 beendete Gallizio ihre Sportkarriere. Sie ist mit dem ehemaligen Skirennläufer Fabrizio Tescari verheiratet.

## Erfolge

### Olympische Winterspiele
- Albertville 1992: 16. Kombination, 23. Super-G
- Lillehammer 1994: 4. Kombination, 5. Super-G, 9. Slalom, 14. Abfahrt
- Nagano 1998: 5. Kombination, 8. Slalom, 26. Abfahrt

### Weltmeisterschaften
- Morioka 1993: 5. Slalom, 9. Kombination
- Sestriere 1997: 4. Kombination, 7. Slalom

### Weltcup
- 3 Podestplätze

### Juniorenweltmeisterschaften
- Geilo 1991: 2. Slalom, 29. Abfahrt
- Maribor 1992: 2. Super-G, 6. Slalom, 6. Abfahrt, 6. Kombination, 20. Riesenslalom
- Monte Campione 1993: 1. Slalom, 1. Kombination, 2. Riesenslalom, 11. Super-G

### Italienische Meisterschaften
- Dreifache italienische Meisterin (Slalom 1995, Kombination 1995 und 1997)